# اريك دونالدسون
اريك دونالدسون (بالإنجليزية: Eric Donaldson)‏ هو لاعب كرة قدم أسترالية أسترالي، ولد في 27 أغسطس 1899، وتوفي في 20 يوليو 1986.

## وصلات خارجية
- اريك دونالدسون على موقع AustralianFootball.com (الإنجليزية)
- اريك دونالدسون على موقع AFLtables.com (الإنجليزية)